# Gyeyang-gu
Gyeyang-gu (Hán Việt: Quế Dương khu) là một quận của thành phố Incheon tại Hàn Quốc.

## Hành chính
- Hyoseong 1 -2 Dong
- Gyesan 1 -4 Dong
- Jakjeon 1 -2 Dong
- Jakjeon-Seoun Dong (bao gồm Jakjeon-dong và Seoun-dong)
- Gyeyang 1-dong (chia thành Bakchon-dong, Dongyang-dong, Gyulhyeon-dong, Sangya-dong. Haya-dong, Pyeongdong, Nooji-dong, Seonjuji-dong, Ihwa-dong, Oryu-dong, Galhyeon-dong, Duksil-dong, Moksang-dong, Danam-dong và Janggi-dong)
- Gyeyang 2-dong (chia thành Imhak-dong, Yeongjong-dong, Byeongbang-dong và Bangchuk-dong)